# Pemmo de Friuli
Pemmo (sau Penno) (d. 739) a fost duce longobard de Friuli, de la anul 705 până la moarte.
Pemmo a fost fiul lui Billo din Belluno. El a ajuns la conducerea ducatului longobard într-un moment în care un război civil provocase ravagii. Pemmo i-a adunat pe toți copiii unora dintre nobilii care muriseră în război în propria casă, alături de proprii săi copii.
De asemenea, a purtat trei războaie împotriva slavilor din Karantania. În cea de a treia confruntare, victoria lui Pemmo a fost decisivă, încât adversarii au solicitat încheierea unui tratat de pace.
Pemmo s-a aflat în dispută și cu Calixt, patriarh de Aquileia. Dat fiind că acesta din urmă îl alungase din funcție pe episcopul de Cividale, Pemmo a intervenit, arestându-l pe patriarh. Din acest motiv, regele Liutprand a pătruns în Friuli și l-a înlocuit pe Pemmo cu fiul său, Ratchis. Pemmo a fost nevoit să fugă, pe când fiul său a reușit să își consolideze poziția. Pemmo a mai avut alți doi copii cu Ratperga: Ratchait și Aistulf, cel din urmă devenind ulterior rege și duce de Spoleto.